# Мастер (персонаж)
Ма́стер — литературный персонаж романа Михаила Булгакова «Мастер и Маргарита».

## Описание
Мастер — москвич, по профессии историк, человек высокообразованный, знающий несколько иностранных языков.
Выиграв в лотерею крупную сумму денег, он смог посвятить всё своё время написанию романа о Понтии Пилате и истории последних дней жизни Иешуа Га-Ноцри. Однако первая же попытка опубликовать роман вызвала волну критики со стороны профессиональных литераторов. Из-за бесконечной травли мастер постепенно сошёл с ума и в один из моментов отчаяния сжёг свой роман.
Эти же газетные статьи навели одного из знакомых мастера, Алоизия Могарыча, на мысль написать ложный донос, чтобы заполучить его квартиру. В результате расследования мастер был освобождён, но, лишившись квартиры, денег и смысла жизни, он решает найти покой в клинике для душевнобольных.
Фабула романа заинтересовала Воланда. Он возвращает сожжённые рукописи, а также предоставляет мастеру и его возлюбленной Маргарите место вечного покоя и уединения.
О себе мастер говорит: У меня нет больше фамилии. В романе это прозвище пишется со строчной буквы. В сериале 2005 года на титульном листе его романа о Понтии Пилате можно разобрать, что его полное имя - Николай Афанасьевич Максудов.
В эпилоге романа о Мастере написано: «Но вот что осталось совершенно неясным для следствия — это побуждение, заставившее шайку похитить душевнобольного, именующего себя мастером, из психиатрической клиники. Этого установить не удалось, как не удалось добыть и фамилию похищенного больного. Так и сгинул он навсегда под мертвой кличкой: „Номер сто восемнадцатый из первого корпуса“».

## Прототипы
Большинство исследователей сходятся во мнении, что образ мастера во многом автобиографичен: Михаил Булгаков так же сжёг первую редакцию своего романа и, даже написав его заново, понимал, что опубликовать столь неортодоксальное произведение в СССР 1930-х и 1940-х годов было почти невозможно.
Альфред Барков предлагает альтернативную трактовку образа мастера: «Зловещий смысл (понятия „мастер“) становится очевидным, если учесть, что Система подразумевала под ним писателей, готовых наступить на горло своей песне и создавать угодные ей творения», — пишет критик-булгаковед Альфред Барков.
По мнению Альфреда Баркова, прототипом для мастера также стал Алексей Максимович Пешков (Максим Горький) — пролетарский писатель № 1. Барков считает, что дата смерти Горького (1936 год) и есть время событий основной сюжетной линии романа «Мастер и Маргарита». Однако же однозначно датировать события московской сюжетной линии романа невозможно.
Высказывается и точка зрения, согласно которой прототипом Мастера мог быть знаменитый философ А. Ф. Лосев. Вдова философа А. А. Тахо-Годи считает такое предположение «преувеличением», но не исключает, что отдельные внешние характерные черты Лосева — ношение чёрной шапочки, которую можно воспринимать и как «академический» головной убор, и как монашескую скуфью (Лосев принял тайный монашеский постриг), могли быть использованы Булгаковым при создании образа Мастера.

## Образ Мастера в кинематографе и театре
| Название           | Страна             | Год  | Режиссёр                       | В роли Мастера                                 | Примечания             |
| ------------------ | ------------------ | ---- | ------------------------------ | ---------------------------------------------- | ---------------------- |
| Мастер и Маргарита | Италия · Югославия | 1972 | Александр Петрович             | Уго Тоньяцци                                   |                        |
| Мастер и Маргарита | СССР               | 1977 | Юрий Любимов                   | Дальвин Щербаков                               | спектакль              |
| Мастер             | СССР               | 1987 | Ольга Кознова                  | Олег Борисов                                   | документальный фильм   |
| Мастер и Маргарита | Польша             | 1988 | Мацей Войтышко                 | Владислав Ковальский                           |                        |
| Мастер и Маргарита | Россия             | 1994 | Юрий Кара                      | Виктор Раков                                   |                        |
| Мастер и Маргарита | Россия             | 2005 | Владимир Бортко                | Александр Галибин (озвучивает Сергей Безруков) | телесериал             |
| Мастер и Маргарита | Венгрия            | 2005 | Ибойя Фекете                   | Григорий Лифанов                               | короткометражный фильм |
| Мастер и Маргарита | Россия             | 2009 | Леонид Полонский Игорь Бунаков | Владимир Ябчаник Ростислав Колпаков            | мюзикл                 |
| Мастер и Маргарита | Россия             | 2014 | Софья Сираканян                | Антон Авдеев Глеб Матвейчук                    | мюзикл                 |
| Мастер и Маргарита | Россия             | 2024 | Михаил Локшин                  | Евгений Цыганов                                |                        |